# Thoré-la-Rochette

Thoré-la-Rochette este o comună în departamentul Loir-et-Cher, Franța. În 1 ianuarie 2022 avea o populație de 817 de locuitori.